# Austroniscus obscurus
Austroniscus obscurus är en kräftdjursart som beskrevs av Kaiser och Brandt 2007. Austroniscus obscurus ingår i släktet Austroniscus och familjen Nannoniscidae. Inga underarter finns listade i Catalogue of Life.